# Augy-sur-Aubois

Augy-sur-Aubois este o comună în departamentul Cher, Franța. În 1 ianuarie 2022 avea o populație de 284 de locuitori.